# Austurland
Austurland (també coneguda com a Austfirðir: "Eastfjords", Regió de l'Est en català) és una de les regions d'Islàndia a l'est del país. Ocupa una superfície de 22,721 km² i té 15.300 habitants (2007) Amb una densitat de població de 0,6 habitants per km². La població més gran i la capital regional és Egilsstaðir amb 2.300 habitants. La localitat més antiga de la regió és Seyðisfjörður que es va fundar el 1895 i l'any 2009 tenia 706 habitants. L'únic ferri d'automòbils i passatgers que salpa d'Islàndia cap al continent europeu, fa parada a Seyðisfjörður una vegada a la setmana durant tot l'any.